# Torsten Wadman
Torsten Gerry Wadman, född 30 juni 1947 i Fryksände församling i Värmland, är en svensk före detta skidskytt som tävlade för SK Bore i Torsby.
Wadman tog en bronsmedalj vid skidskytte-VM 1974 Minsk i Sovjetunionen på 10 kilometer och blev Sveriges förste individuella VM-medaljör sedan Sven Agge som tog brons på 20 kilometer vid skidskytte-VM 1959.
Wadman deltog i olympiska vinterspelen 1972 i Sapporo och 1976 i Innsbruck där han tillsammans med det svenska stafettlaget placerade sig på 5:e respektive 8:e plats.